# Golden Hinde
Golden Hinde är ett berg i Kanada.   Det ligger i provinsen British Columbia, i den sydvästra delen av landet, 3 700 km väster om huvudstaden Ottawa. Toppen på Golden Hinde är 2 197 meter över havet och är den högsta punkten på Vancouver Island.
Terrängen runt Golden Hinde är bergig åt nordost, men åt sydväst är den kuperad. Golden Hinde är den högsta punkten i trakten. Trakten runt Golden Hinde är nära nog obefolkad, med mindre än två invånare per kvadratkilometer.. Det finns inga samhällen i närheten. 
I omgivningarna runt Golden Hinde växer i huvudsak barrskog.